# رون ليم
رون ليم (بالإنجليزية: Ron Lim)‏ هو رسام بالرصاص جنسيته أمريكية ، ولد في 1965.

## وصلات خارجية
- رون ليم على موقع IMDb (الإنجليزية)

- الموقع الرسمي